# Роніель Іглесіас
Роніель Іглесіас Сотолонго  (ісп. Rosniel Iglesias Sotolongo, 14 серпня 1988) — кубинський боксер, дворазовий олімпійський чемпіон, чемпіон світу, Панамериканських ігор та Ігор Центральної Америки і Карибського басейну.

## Боксерська кар'єра
2005 року за відсутності травмованого лідера збірної Куби у найлегшій вазі Юріоркіса Гамбоа Роніель Іглесіас у віці 16 років вперше виграв титул чемпіона Куби.
2006 року Іглесіас виграв золоту медаль чемпіонату світу серед молоді у легкій вазі.
2008 року Іглесіас брав участь в Олімпійських іграх у першій напівсередній вазі і завоював бронзову медаль.
- В 1/16 фіналу переміг Махаман Смайла (Камерун) — 15-1
- В 1/8 фіналу переміг Дрісс Муссаїд (Марокко) — 15-4
- У чвертьфіналі переміг Геннадія Ковальова (Росія) — 5-2
- У півфіналі програв Манус Бунжумнонг (Таїланд) — 5-10

На чемпіонаті світу 2009, здобувши п'ять перемог, у тому числі у півфіналі над Уранчимегійн Менх-Ердене (Монголія) та у фіналі над Френкі Гомесом (США), став чемпіоном.
На чемпіонаті світу 2011 програв у першому бою Денису Берінчику (Україна). Через місяць, здобувши чотири перемоги, став переможцем Панамериканських ігор.
На Олімпійських іграх 2012 здобув золоту нагороду, перемігши у фіналі українця Дениса Берінчика.
- В 1/16 фіналу переміг Сесара Вільяррага (Колумбія) — 20-9
- В 1/8 фіналу переміг Евертона Лопеса (Бразилія) — 18-15
- У чвертьфіналі переміг Уктамжона Рахмонова (Узбекистан) — 21-15
- У півфіналі переміг Вінченцо Манджакапре (Італія) — 15-8
- У фіналі переміг Дениса Берінчика (Україна) — 22-15

2014 року Роніель Іглесіас став чемпіоном Ігор Центральної Америки і Карибського басейну у напівсередній вазі. 2015 року завоював срібну медаль на Панамериканських іграх, програвши у фіналі Габріелю Маестре (Венесуела). На чемпіонаті світу 2015, здобувши одну перемогу, програв у чвертьфіналі Парвізу Багірову (Азербайджан).
На Олімпійських іграх 2016 в 1/8 фіналу переміг нокаутом Володимира Маргаряна (Вірменія), а у чвертьфіналі програв Шахраму Гіясову (Узбекистан) — 0-3.
На чемпіонаті світу 2017 Іглесіас здобув три перемоги, а у фіналі програв Шахраму Гіясову — 0-5.
2018 року Роніель Іглесіас вдруге став чемпіоном Ігор Центральної Америки і Карибського басейну. 2019 року вдруге став переможцем Панамериканських ігор. На чемпіонаті світу 2019 програв у чвертьфіналі Андрію Замковому (Росія).
На Олімпійських іграх 2020 вдруге став чемпіоном.
- В 1/8 фіналу переміг Севон Оказава (Японія) — 3-2
- У чвертьфіналі переміг Деланте Джонсона (США) — 5-0
- У півфіналі переміг Андрія Замкового (Росія) — 5-0
- У фіналі переміг Дениса Пета Маккормак (Велика Британія) — 5-0

На чемпіонаті світу 2023 здобув дві перемоги, а у чвертьфіналі програв Асадхуджі Муйдинхуджаєву (Узбекистан).

### Виступи на Олімпіадах
| Олімпіада           | Дисципліна | Місце  |
| ------------------- | ---------- | ------ |
| Пекін 2008          | до 64 кг   | Бронза |
| Лондон 2012         | до 64 кг   | Золото |
| Ріо-де-Жанейро 2016 | до 64 кг   | 5      |
| Токіо 2020          | до 69 кг   | Золото |